# Новый Дурулгуй
Новый Дурулгуй — село в Ононском районе Забайкальского края России. Административный центр сельского поселения «Дурулгуйское». Основано в 1893 году.

## География
Село находится в западной части района, на берегах реки Дурулгуйка (приток Онона), на расстоянии примерно 51 км (по прямой) к юго-западу от села Нижний Цасучей, административного центра района. Абсолютная высота — 767 м над уровнем моря.
Климат
Климат характеризуется как резко континентальный, с продолжительной морозной зимой и коротким тёплым летом. Среднегодовая температура воздуха составляет −1,8 — −1,4 °С. Средняя многолетняя температура самого холодного месяца (января) составляет −26 — −24 °С (абсолютный минимум — −52 °С), температура самого тёплого (июля) — 18 — 20 °С (абсолютный максимум — 40 °С). Среднегодовое количество осадков — 200—400 мм.
Часовой пояс
Село Новый Дурулгуй находится в часовой зоне МСК+6. Смещение применяемого времени относительно UTC составляет +9:00.

## Население
| 2002 | 2010 | 2021 |
| ---- | ---- | ---- |
| 1013 | ↘828 | ↘688 |

Половой состав
По данным Всероссийской переписи населения 2010 года, в гендерной структуре населения мужчины составляли 47,9 %, женщины — соответственно 52,1 %.
Национальный состав
Согласно результатам переписи 2002 года, в национальной структуре населения русские составляли 97 % из 1013 чел.

## Улицы
- ул. Ветрова,
- ул. Заречная,
- ул. Центральная,
- ул. Школьная,
- пер. Школьный[9].

## Инфраструктура
В селе функционируют средняя общеобразовательная школа, детский сад, дом культуры и сельская участковая больница.

## Известные уроженцы
- Ковалёв, Геннадий Иванович (1945—2024) — советский биатлонист, чемпион мира в эстафете. Заслуженный мастер спорта СССР.

## Археология
В 2017 году археологической экспедицией под руководством С. Б. Верещагина в окрестностях села был открыт памятник Писаница Новый Дурулгуй. Общая площадь гранитного панно составляет 24 кв. м. Рисунки были нанесены красной охрой. В основу сюжета входят древние изображения изображения антропоморфов и птиц, солярные символы, линии. Предварительный возраст рисунков — эпоха бронзового века (I тыс. до н. э.).